# Coeloides armandi
Coeloides armandi är en stekelart som beskrevs av Dang och Yang 1985. Coeloides armandi ingår i släktet Coeloides och familjen bracksteklar. Inga underarter finns listade i Catalogue of Life.